# Badecla lanckena
Espèce
Badecla lanckena est un papillon de la famille des Lycaenidae, de la sous-famille des Theclinae et du genre Badecla.

## Dénomination
Badecla lanckena a été décrit par William Schaus en 1920 sous le nom de Thecla lanckena.
Synonyme : Lamprospilus lanckena ; Thecla normahal Schaus, 1902.

### Nom vernaculaire
Badecla lanckena se nomme en anglais Red-barred Hairstreak.

## Description
Badecla lanckena est un petit papillon aux pattes et aux antennes cerclés de blanc et noir, avec deux queues à chaque aile postérieure.
Le dessus est de couleur ocre beige.
Le revers est ocre avec aux ailes antérieures une ligne postdiscale marron, et, aux ailes postérieures une bande postdiscale rouge et deux gros ocelles rouge marginaux daont un en posirion anale.

## Biologie
Sa biologie n'est pas connue.

## Écologie et distribution
Badecla lanckena réside au Pérou.

### Biotope
Badecla lanckena réside dans la forêt primaire entre 200 m et 800 m.

### Protection
Pas de statut de protection particulier.